# Dinictiloïdeus
Els dinictiloïdeus (Dinichthyloidea) són una superfamília extinta de placoderms, uns peixos cuirassats que assoliren la màxima diversitat durant el Devonià. Contenen nombroses espècies extremament grans, com ara Titanichthys agassizi, que s'alimentava d'animals petits, o el depredador alfa Dunkleosteus terrelli.

## Sistemàtica
- Gènere basal Erromenosteus
- Família Dinichthyidae
- Família Trematosteidae
- Família Rachiosteidae
- Família Pachyosteidae
- Família Titanichthyidae
- Família Bungartiidae
- Família Selenosteidae
- Família Mylostomatidae